# Uruguay Athletic Club
L'Uruguay Athletic Club, meglio noto come Uruguay Athletic, è stata una società calcistica di Montevideo (Uruguay) esistita tra il 1898 e il 1903.
Tra i più antichi club calcistici uruguaiani, l'Uruguay Athletic fu fondato nel 1989 nel quartiere montevideano di Punta Carretas. Nel 1900, insieme all'Albion (anch'esso di Punta Carretas), al CURCC e al Deutscher, fu tra le quattro società fondatrici dell'Uruguay Association Football League (attuale AUF), le cui squadre, nello stesso anno, si sfidarono nella prima edizione del campionato uruguaiano della storia.
L'esordio dell'Uruguay Athletic nella lega uruguaiana si concluse con il terzo posto in classifica, con 2 punti (frutto di una vittoria e 5 sconfitte) come il Deutscher, ma con una differenza reti migliore rispetto a quest'ultima.
L'anno dopo, l'Uruguay Athletic si confermò al terzo posto (9 punti, frutto di 4 vittorie, un pareggio e 5 sconfitte), pur senza mai insidiare il cammino delle battistrada CURCC e Nacional. Sarebbe stato il miglior risultato della storia del club.
Nel 1902, il club di Punta Carretas giunse quarto, superato in classifica, oltre che dalle classiche Nacional e CURCC, anche dal Deutscher.
Nel 1903, l'Uruguay Athletic chiuse all'ultimo posto in classifica (solo 5 punti, frutto di 2 vittorie, un pareggio e 9 sconfitte).
L'anno dopo, il campionato non si disputò per la guerra civile uruguaiana. Nel 1905, alla ripresa del torneo calcistico, l'Uruguay Athletic non fu iscritto e cessò di esistere.

## Palmarès

### Altri piazzamenti
- Campionato uruguaiano:

Terzo posto: 1900, 1901